# Xã Lakewood, Quận St. Louis, Minnesota
Xã Lakewood (tiếng Anh: Lakewood Township) là một xã thuộc quận St. Louis, tiểu bang Minnesota, Hoa Kỳ. Năm 2010, dân số của xã này là 2.190 người.